# Minhocal
Minhocal es una freguesia portuguesa del concelho de Celorico da Beira, en el distrito de Guarda, con 10,75 km² de superficie y 175 habitantes (2011). Su densidad de población es de 16,3 hab/km².